# Ioana de Bavaria (1356–1386)
Ioana de Bavaria (n. 1356, Haga, Comitatul Olanda – d. 31 decembrie 1386, Praga, Regatul Boemiei) a fost regină a Boemiei prin căsătoria cu regele Venceslau al IV-lea.

## Biografie
Ioana a fost a doua fiică a ducelui Bavariei, Albert I de Straubing-Holland, și a soției sale, Margareta de Brieg.

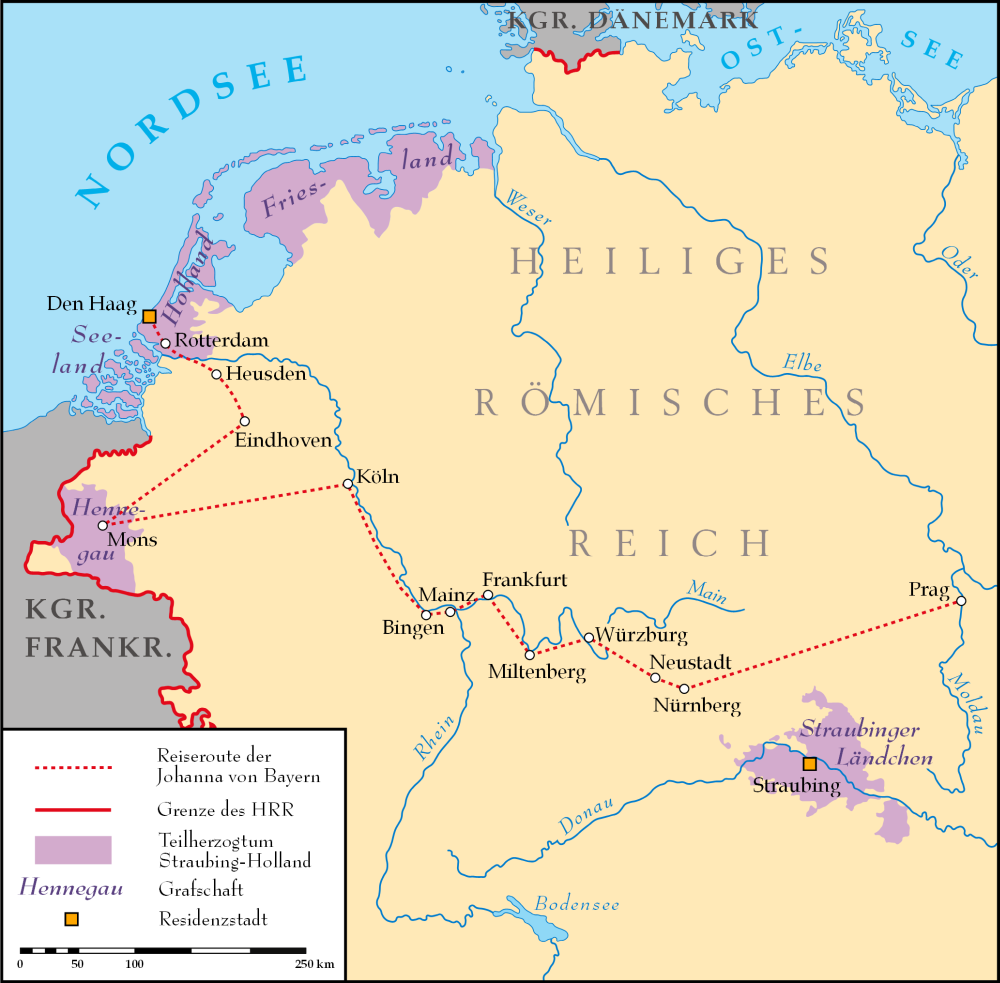
Ruta călătoriei Ioanei în 1370

În 1370, la vârsta de paisprezece ani, Ioana s-a căsătorit cu Venceslau de Luxemburg, viitorul rege al Boemiei și rege romano-german, în vârstă de nouă ani.
La 23 august 1370 Ioana a călătorit împreună cu părinții ei de la Haga prin Rotterdam, Köln, Mainz și Würzburg până la Nürnberg unde pe 18 septembrie a fost preluată de reprezentanții împăratului Carol al IV-lea, tatăl viitorului ei soț.
În timp ce părinții ei se îndreptau spre reședința lor din Straubing, Ioana a plecat spre Praga. Pe 21 septembrie a fost emisă dispensa papală necesară datorită gradului apropiat de rudenie al viitorilor soți. Opt zile mai târziu, pe 29 septembrie 1370 în Nürnberg a avut loc o ceremonie simbolică de căsătorie. Abia în 1376 căsătoria a fost consumată la Praga.

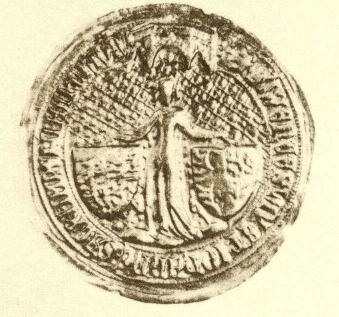
Sigiliul Ioanei de Bavaria

Pe 17 noiembrie 1370 Ioana a fost încoronată ca regină a Boemiei la Praga de arhiepiscopul de Praga, Jan Očko de Vlašim.
Nu se știu prea multe despre viața reginei Ioana după căsătorie. Se știe că ea a învățat limba cehă foarte repede și că nu a avut copii. Lipsa urmașilor a fost pusă pe seama faptului că Venceslau avea o înclinație spre consumul excesiv de alcool care i-ar fi putut cauza infertilitatea.
Ioana a murit la vârsta de doar treizeci de ani pe 31 decembrie 1386, probabil de ciumă.
Există și alte versiuni despre moartea. Cronicarul din Brabant, Edmund de Dynter, consemna că „regina s-a ridicat din pat pe la ora trei dimineața căutând olița de noapte sub pat” și unul dintre câinii de vânătoare ai lui Venceslau s-a năpustit asupra ei și a mușcat-o de gât. Edmund a negat apoi afirmația, adăugând că alții credeau că Ioana a murit datorită rabiei. Ambele versiuni sunt credibile deoarece este cunoscut faptul că regele avea o pasiune pentru câinii de vânătoare și că unul dintre câini se culca cu el în dormitor. De asemenea, se știe că în 1385 unul dintre câinii lui a mușcat un administrator regal pe nume Kašpar Kaplíř.
Conform obiceiului, corpul Ioanei a fost expus timp de câteva zile în Praga și la 12 ianuarie 1387 a fost înmormântată în Catedrala „Sf. Vitus”. Venceslau al IV-lea a organizat ceremonii funerare grandioase pentru soția sa, dar el însuși nu a participat și s-a retras la Castelul Žebrák fiind foarte îndurerat. 
Venceslau s-a căsătorit pe 2 mai 1389 cu o nepoată a Ioanei, Sofia de Bavaria.